# Encarsia persea
Encarsia persea är en stekelart som först beskrevs av Girault 1917.  Encarsia persea ingår i släktet Encarsia och familjen växtlussteklar. Inga underarter finns listade i Catalogue of Life.